# 查尼斯教士住宅
查尼斯教士住宅（선교사 챔니스 주택）是韩国大邱广域市中区的一座历史遗产建筑，1989年6月15日列为有形文化财产第25号。
该建筑大约建于1910年左右，传教士Reiner、Chamness 和 Sawtell 先后住在这里。东山医院院长H.F. Moffett一直住在这里（1984~1993）。 它目前用作医学博物馆。
该建筑一楼有客厅、书房、厨房、餐厅、楼梯，二楼有两间卧室。外面有一个木门廊和阳台，屋顶有两个红砖烟囱。从这座建筑，可以了解当年居住在韩国的美国人的建筑、住宅和生活方式。

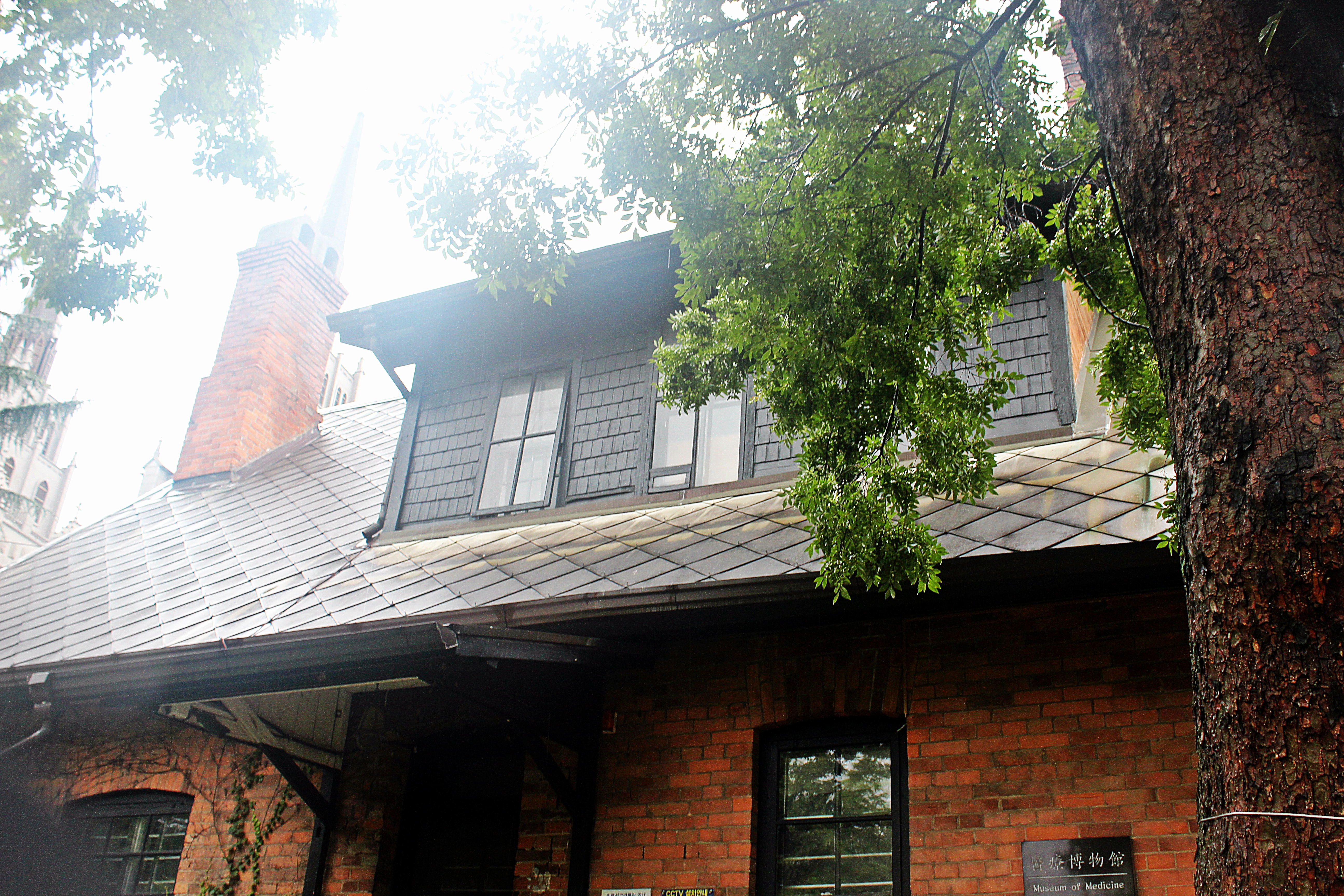
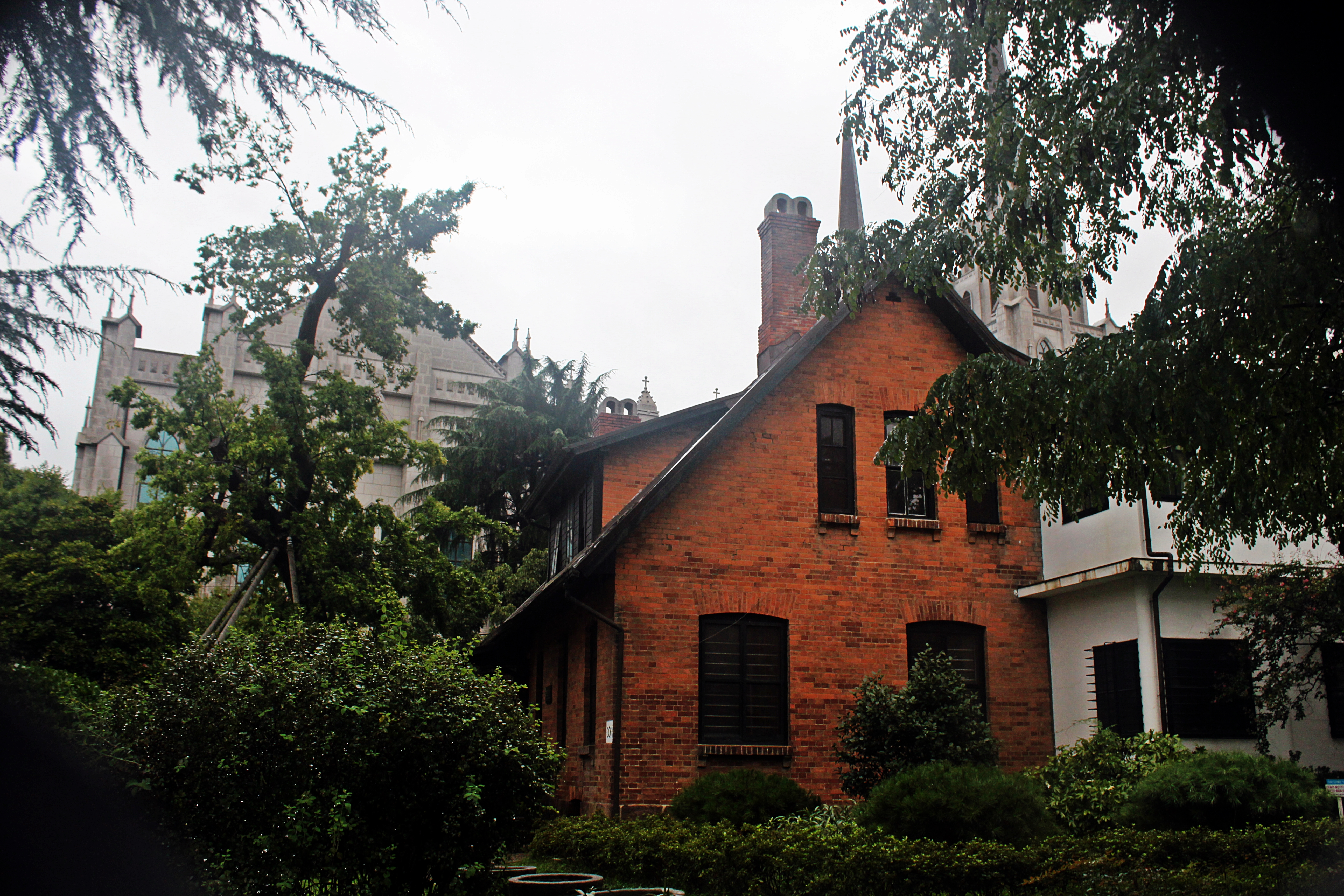
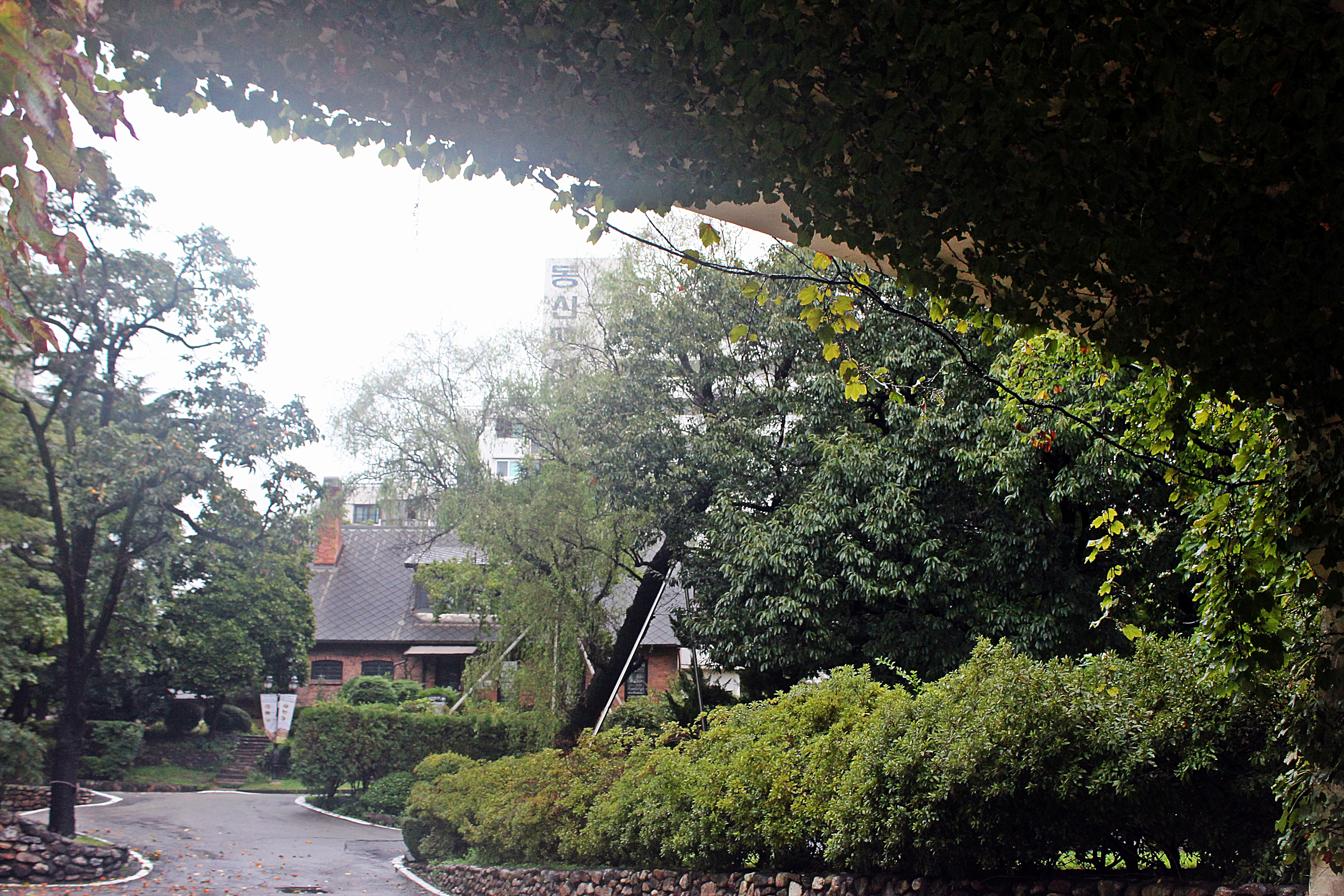
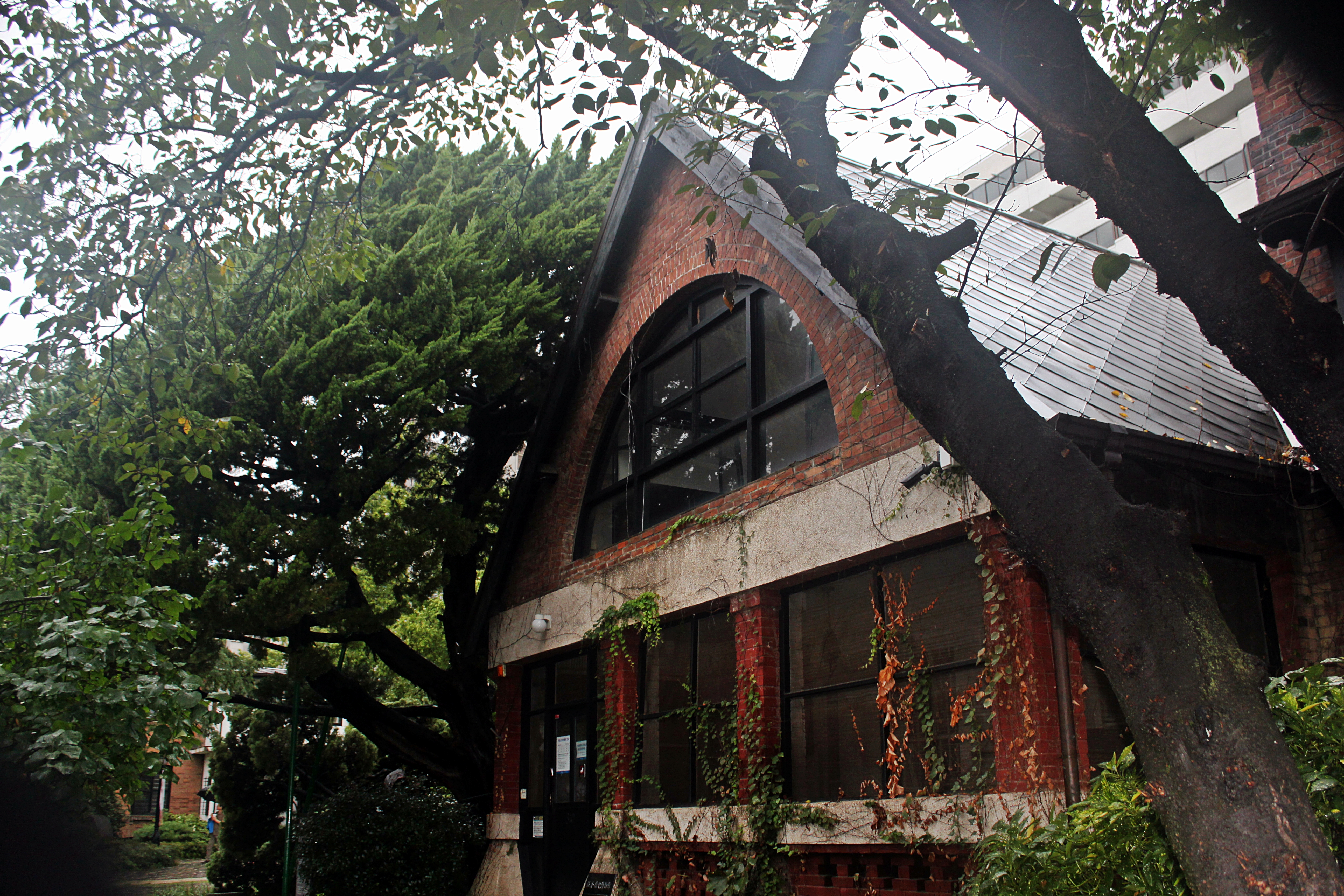
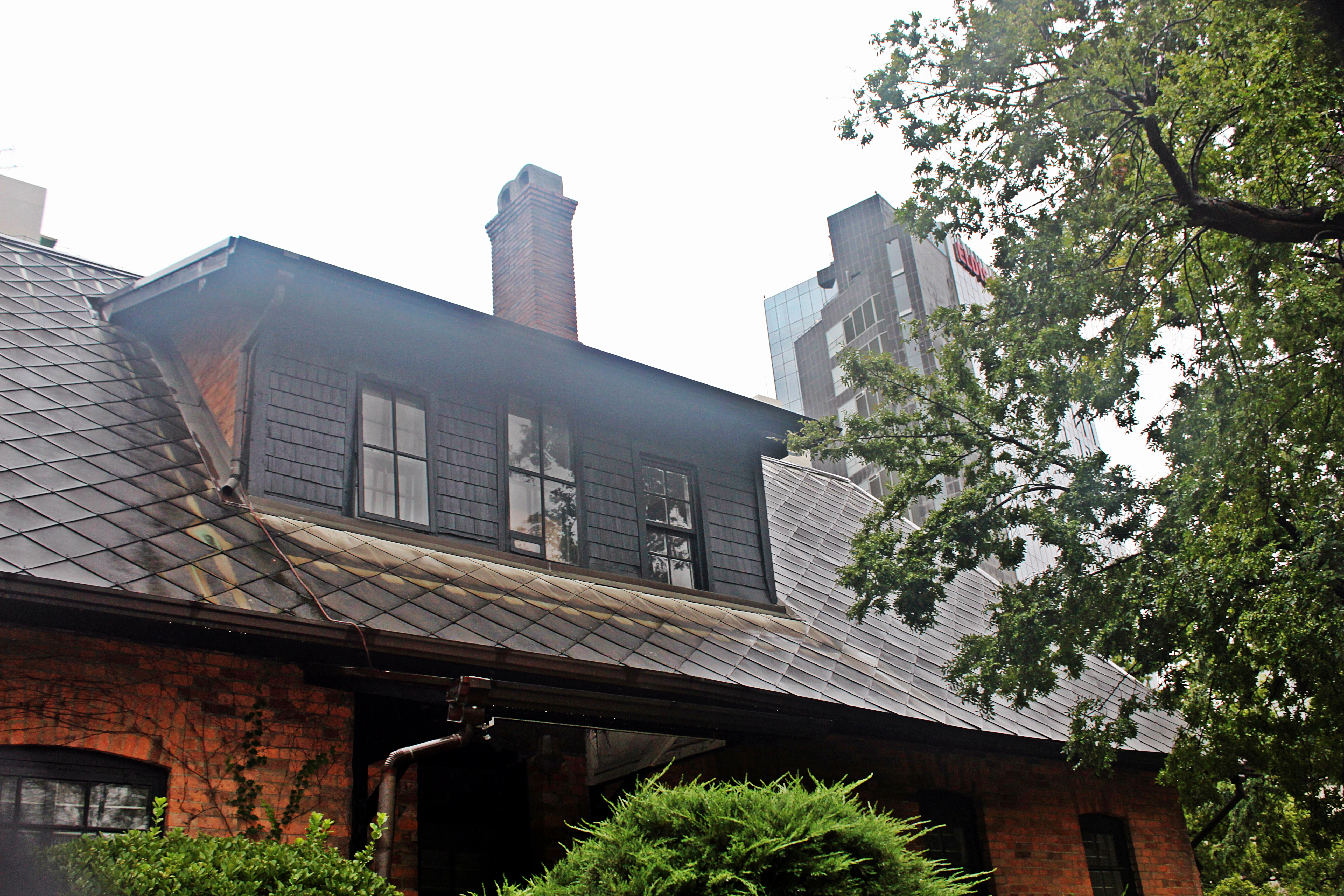